# Мешель, Иерухам
Мешель Иерухам (21 ноября 1912, Пинск Минской губернии — 27 ноября 2002, Тель-Авив) — израильский политический деятель. Депутат Кнессета 9-10-го созывов.

## Биография
Родился в Пинске. Учился в современном хедере и в еврейской гимназии «Тарбут». В молодости принимал участие в движении «Ха-Шомер Ха-Цаир» и пионерской подготовительной организации.

В 1933 эмигрировал в Эрец-Исраэль. По приезде в страну служил на строительных работах в Тель-Авиве.

В 1950—1960 член исполнительного комитета Профсоюза и председатель Объединения промышленных рабочих. В 1970—1973 — председатель Отдела профессиональных объединений и исполняющий обязанности секретаря Профсоюза (в 1973—1986 — генеральный секретарь).

Депутат Кнессета 9-10-го созывов от «Аводы» (1977—1984).

В 1973-84 — Генеральный секретарь Гистадрута; член секретариата партии «Авода».

В 1984—1993 — глава Института изучения рабочего движения им. Пинхаса Лавона.

В течение многих лет занимал должность заместитель президента Международной конфедерации свободных профсоюзов.